# Cars 3
Cars 3 is een Amerikaanse computergeanimeerde 3D-filmkomedie uit 2017 die geproduceerd is door Pixar Animation Studios en uitgebracht door Walt Disney Pictures.
Het is de derde film in de Cars-filmfranchise, en is de opvolger van Cars 2 (2011). De film is geregisseerd door Brian Fee, storyboardartiest van Cars (2006) en Cars 2 en werd op 16 juni 2017 uitgebracht in de Verenigde Staten. Een maand later volgden onder meer Nederland en België.

## Verhaal
Vijf jaar na deelname aan de World Grand Prix is Bliksem McQueen inmiddels vijfvoudig Piston Cup-kampioen. Maar dan wordt hij overschaduwd door Jackson Storm, een nieuwkomer die de eerste is van een nieuwe generatie raceauto's die uitgerust zijn met geavanceerde technologie om hun snelheid en prestaties te verbeteren. Terwijl Storm het hele seizoen door een reeks overwinningen boekt, gaan de meeste raceveteranen met pensioen of worden door hun sponsors ontslagen ten gunste van jongere racers van de nieuwe generatie. In de laatste race van het seizoen in Los Angeles verliest McQueen de controle en crasht tegen de buitenmuur, waardoor hij ernstig gewond geraakt. Vier maanden later gaat hij op zoek naar een tweede kans, met hulp van Cruz Ramirez, een slanke gele sportauto. Ze laat McQueen kennismaken met moderne technologie en leert hem nieuwe trucjes en samen bereiden ze zich voor op de beslissende race in de Florida 500.

## Stemverdeling
| Personage                                 | Taal                | Taal                          | Taal               |
| Personage                                 | Originele versie    | Nederlandse versie            | Vlaamse versie     |
| ----------------------------------------- | ------------------- | ----------------------------- | ------------------ |
| Lightning McQueen/Bliksem McQueen         | Owen Wilson         | Hans Somers                   | Jan Schepens       |
| Cruz Ramirez                              | Cristela Alonzo     | Desi van Doeveren             | Ella Leyers        |
| Smokey                                    | Chris Cooper        | Sander de Heer                | Luk De Koninck     |
| Sterling                                  | Nathan Fillion      | Has Drijver                   | Dieter Troubleyn   |
| Mater/Takel                               | Larry the Cable Guy | Frits Lambrechts              | Karel Deruwe       |
| Jackson Storm                             | Armie Hammer        | Alexander de Bruijn           | William Boeva      |
| Dusty                                     | Ray Magliozzi       | Finn Poncin                   | Marc Peeters       |
| Luigi                                     | Tony Shalhoub       | Laus Steenbeeke               | Frank Hoelen       |
| Sally                                     | Bonnie Hunt         | Peggy Vrijens                 | Veerle Dobbelaere  |
| Miss Fritter/Mevrouw Fritter              | Lea DeLaria         | Lucie de Lange                | Wanda Joosten      |
| Natalie Certain                           | Kerry Washington    | Lottie Hellingman             | Ann Van den Broeck |
| Bob Cutlass                               | Bob Costas          | Ewout Eggink                  | Erwin Deckers      |
| Louise Nash                               | Margo Martindale    | Joanne Telesford              | Anne Mie Gils      |
| Darrell Cartrip                           | Darrel Waltrip      | Reinder van der Naalt         | Sven Ornelis       |
| River Scott                               | Isiah Whitlock jr.  | Johnny Kraaijkamp jr.         | Theo Van Baarle    |
| Chick Hicks                               | Bob Peterson        | Jan Nonhof                    | Marc Coessens      |
| Guido                                     | Guido Quaroni       | Giovanni Baldini              | Giovanni Baldini   |
| Rusty                                     | Tom Magliozzi       | Edo Brunner                   | Günther Lesage     |
| Mack                                      | John Ratzenberger   | Leo Richardson                | Peter Van De Velde |
| Cal Weathers                              | Kyle Petty          | Erik van der Horst            | Reuben De Boel     |
| Hamilton                                  | Lewis Hamilton      | Joey Schalker                 | Juan Gerlo         |
| Fillmore                                  | Lloyd Sherr         | Ad Visser                     | Wim Peters         |
| Junior Moon                               | Junior Johnson      | Just Meijer                   | Ivan Pecnik        |
| Ray Reverham                              | Ray Evernham        | Ad Knippels                   | Govert Deploige    |
| Doc Hudson                                | Paul Newman         | Rob van de Meeberg            | Herbert Flack      |
| Ramone                                    | Cheech Marin        | Jörgen Raymann                | Axl Peleman        |
| Tex Dinoco                                | Humpy Wheeler       | Frans Limburg                 | Warre Borgmans     |
| Lizzie                                    | Katherine Helmond   | Doris Baaten                  | Marleen Maes       |
| Sarge/Sergeant                            | Paul Dooley         | Hero Muller                   | Juan Gerlo         |
| Flo                                       | Jenifer Lewis       | Peggy Sandaal                 | Mitta Van der Maat |
| Shannon Spokes/Shannon Spaken             | Shannon Spake       | Daphne Flint                  | Nicoline Hummel    |
| Maddy McGear                              | Madeleine McGraw    | Eva Kolsteren                 | Jo Leyers          |
| Sheriff                                   | Michael Wallis      | Peter Bolhuis                 | Theo Van Baarle    |
| Mike Joyride                              | Mike Joy            | Huub Dikstaal                 | Govert Deploige    |
| Jeff Gorvette                             | Jeff Gordon         | Rutger Le Poole               | Bert Van Poucke    |
| Danny Swervez/Danny Scheurs               | Daniel Suarez       | Mitchell van den Dungen Bille | Michaël Zanders    |
| Ryan "Inside" Laney/Ryan "Binnen" Bochtje | Ryan Blaney         | Wiebe Pier Cnossen            | Juan Gerlo         |
| Bubba Wheelhouse                          | Bubba Wallace       | Stephan Holwerda              | Reuben De Boel     |
| Chase Racelott                            | Chase Elliott       | Sander van Amsterdam          | Govert Deploige    |
| The King                                  | Richard Petty       | Filip Bolluyt                 | Marc Peeters       |
| Sweet Tea                                 | Andra Day           | Marjolein Algera              | Abigail Abraham    |
| Overige stem                              |                     | Olav Mol                      |                    |